# Petroglyphen in Irland
Die prähistorischen Petroglyphen in Irland wurden auf natürlichen und künstlichen Oberflächen vorgefunden. Seit der MacWhite-Studie von 1946 hat sich die Zahl jener Fundplätze, die nicht die Dekoration von Megalithanlagen betreffen (wie z. B. Knowth, Loughcrew oder Newgrange), auf 116 mehr als verdoppelt. 
Sie können Derivate sein oder eine unabhängige (obwohl bezogene) Tradition der Felskunst darstellen. Die Analyse zeigt, dass das Motivrepertoire im Vergleich zu anderen Teilen Europas begrenzt ist. In Irland wurden nur vier pikto- oder hierogrammartige Typen erkannt: 
- Schälchen (cupmarks)
- Cup-and-Ring-Markierungen

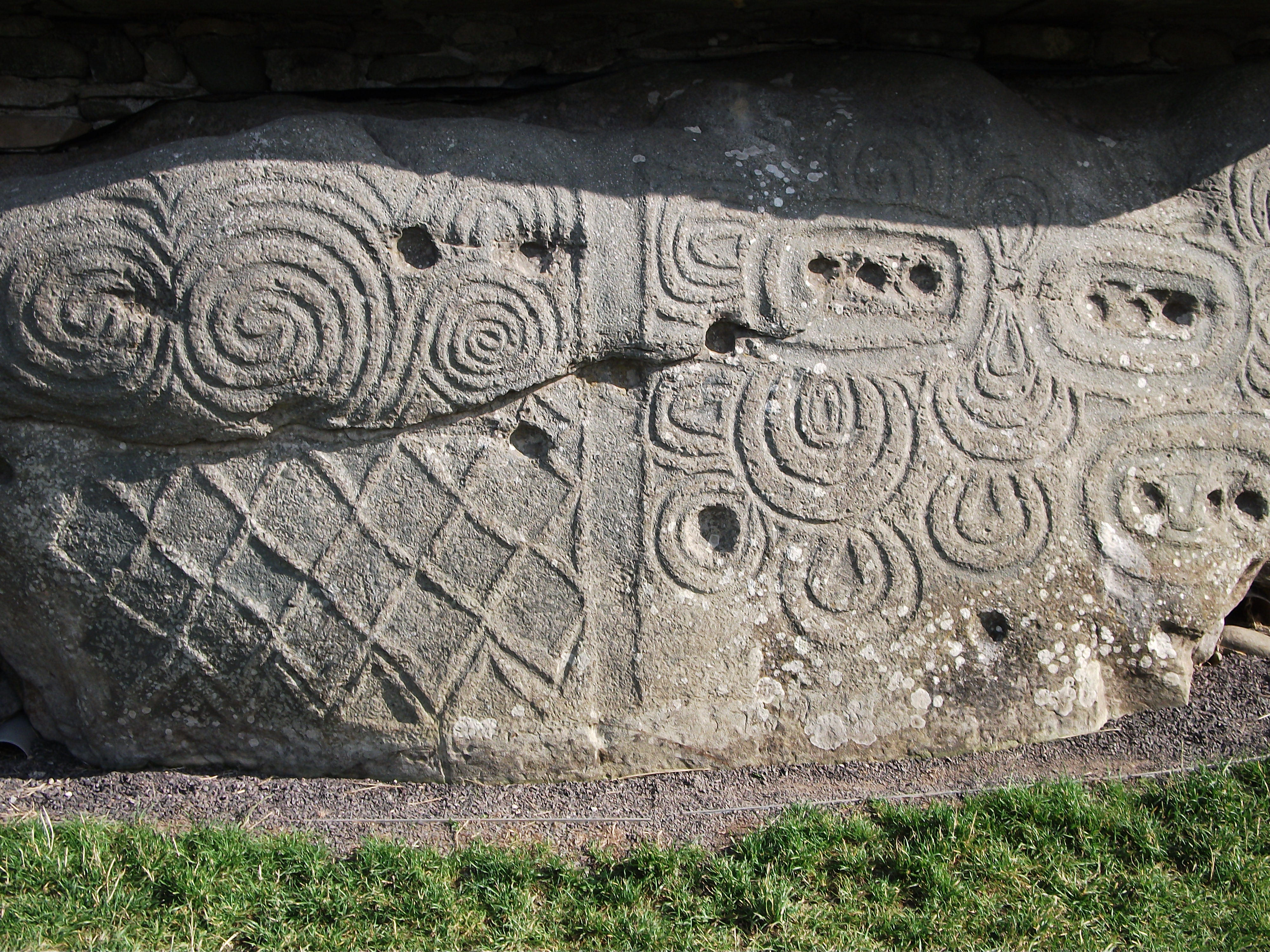
Petroglyphen von Newgrange

- lineare Motive (Cave of the Scribing)
- wenige Motive „anderer Art“.

Die Standorte liegen an steilen Hängen, in niedriger Höhe, in der Nähe von Gewässern und in Gebieten mit guter Bodenqualität. Dies deutet darauf, dass sie in der Nähe von Siedlungen aufgebracht wurden. Petroglyphenplätze können als Kultstätten interpretiert werden. Sie zeigen auf lokaler, aber nicht auf regionaler Ebene Variationen. Dies ist anders als bei den anderen Kultstätten der Periode, vor allem zeigen Bestattungen auf beiden Ebenen Variationen. Petroglyphenmotive überschreiten die durch Grabtypen angezeigten regionalen Grenzen. Im County Kerry findet sich die größte Konzentration von Petroglyphen (Aghacarrible, Ballynahow Beg, Derrynablaha, Kealduff).
Obwohl die Beweislage fragil ist, zeigt sich ein Spektrum von der späten Jungstein- bis zur frühen Bronzezeit. Die Felsritzungen zeigen Entsprechungen zu anderen Motiven in dieser Periode. Kreismotive bleiben weitgehend auf den rituellen Kontext beschränkt, während lineare Motive in verschiedenen Zusammenhängen gefunden werden. 